# Elmira (New York)
Pour les articles homonymes, voir Elmira.
Elmira est une ville et le siège du comté de Chemung dans l'État de New York aux États-Unis.
La ville est située au centre sud du comté et fait 12,2 km2 (dont 0,48 km2 d'eau).

## Histoire
Elmira est restée tristement célèbre pendant la guerre de Sécession à cause d'un camp de prisonniers, véritable camp de la mort, ouvert dans cette ville. Plus de 20 % des détenus y moururent de froid, de faim et de mauvais traitements infligés délibérément par les Nordistes. 2 950 prisonniers de guerre sudistes y moururent.

## Médias

### Journaux
- Star-Gazette, quotidien du matin et premier journal de la ville.
- Chemung Valley Reporter, journal hebdomadaire basé à Horseheads.

### Télévision
- WETM
- WSKA
- WENY (studio à Horseheads)
- WJKP-LP (studio à Corning)
- WYDC (studio à Corning)

### Radio
- WLVY
- WNKI
- WENY-FM
- WELM
- WEHH
- WPIE (studio à Elmira, tour d'émission à Trumansburg)
- WOKN
- WKPQ/WHHO (studio à Hornell)
- WLEA/WCKR (studio à Hornell)
- WECW (Station de radio du collège d'Elmira)

## Personnalités
- Wilhelmina Cole Holladay (1922-2021) fondatrice du National Museum of Women in the Arts, à Washington.